# Малый Матъёган
Малый Матъёган (устар. Малый Мат-Юган) — река в Шурышкарском районе Ямало-Ненецкого АО. Исток реки на гряде Мужинский Урал, на высоте свыше 94 м, устье — в 25 км по левому берегу реки Матъёган. Длина реки составляет 25 км.

## Данные водного реестра
По данным государственного водного реестра России относится к Нижнеобскому бассейновому округу, водохозяйственный участок реки — Обь от впадения реки Северная Сосьва до города Салехард, речной подбассейн реки — бассейны притоков Оби ниже впадения Северной Сосьвы. Речной бассейн реки — (Нижняя) Обь от впадения Иртыша.